# Diocese de Wurtzburgo
A Diocese de Wurtzburgo ou de Vurzburgo (em latim: Dioecesis Herbipolensis e em alemão:  Bistum Würzburg) é uma diocese católica sufragânea da Arquidiocese de Bamberg.

## Território
A diocese compreende quase inteiramente a Baixa Franconia. A sede episcopal é a cidade de Wurtzburgo, onde está localizada a Catedral de St. Kilian.
O território está dividido em 22 decanatos e 619 paróquias.

## História
A diocese de Wurtzburgo foi erigida em 741, na era da evangelização da Alemanha, sob o comando de São Bonifácio. Foi originalmente sufragânea da então Arquidiocese de Mogúncia.
Em 1º de novembro de 1007 foi cedida uma parte de seu território para ser erigida a Diocese de Bamberg, hoje arquidiocese). Em 5 de outubro de 1752, foi concedido para os bispos de Wurtzburgo o privilégio de usar o pálio, que normalmente é usado apenas pelos arcebispos.
O Bispado de Wurtzburgo foi um principado eclesiástico do Sacro Império Romano-Germânico, localizado em Baixa Franconia. No século XVIII, foi concedido ao bispo o título de bispo de Bamberg. Em 1803, o bispado foi secularizado e anexado à Baviera. Após a derrota da Áustria em 1805.
Em 1º de novembro de 1818, a diocese se tornou parte da província eclesiástica da Bamberg.
Em 23 de julho de 1973 vendeu uma parte de seu território para a administração apostólica Erfurt- Meiningen (agora diocese de Erfurt).

## Líderes
- Burcardo (1º de abril de 742 - 753)
- Megingaudo (753 - 785)
- Bernolfo (785 - 26 de setembro de 800)
- Luderico (27 de fevereiro 801 - 27 de fevereiro de 804)
- Egilward (6 de junho de 804 - 24 de abril 810)
- Wolfgardo (12 de maio de 810 - novembro de 832)
- Humberto (31 de dezembro de 832 - 9 de março de 842)
- Godwaldo de Henneberg (1º de abril de 842 - 20 de setembro de 855)
- Arno Endsee (29 de novembro de 855 - 13 de julho de 892)
- Rodolfo Rothenburg (1º de agosto de 892 - 3 de agosto de 908)
- Teodoro de Rothenburg (1º de setembro de 908 - 15 de novembro de 931)
- Burcardo (2 de dezembro de 931 - 25 de março de 941)
- Poppo I (3 de abril de 941 - 16 de fevereiro de 961)
- Poppo II (2 de março de 961 - 23 de julho de 984)
- Hugo de Rothenburg (22 de agosto de 984 - 29 de agosto de 990)
- Bernvardo Rothenburg (2 de setembro de 990 - 20 de setembro de 995)
- Henrique de Rothenburg (24 de novembro de 995 - 14 de novembro de 1018)
- Maynard Rothenburg (2 de dezembro de 1018 - 22 de março de 1034)
- Bruno de Wurtzburgo (14 de abril de 1034 - 27 de maio de 1045)
- Adalberon (30 de junho de 1045 - 1088)
- Einardo de Rotemburgo (25 de julho de 1088 - 28 de fevereiro de 1104)
- Robert von Tundorf (26 de março de 1104 - 11 de outubro de 1106)
- Erlung von Calw (1106 - 28 de dezembro de 1121)
- Rudiger von Vaihingen (janeiro de 1122 - 1125)
- Embrico von Leiningen (1125 - 10 de novembro de 1146)
- Siegfried von Truhendingen (março de 1147 - depois de 20 de agosto de 1150)
- Gebeardo von Henneberg (1151 - 17 de março de 1159)
- Henry von Stuhlingen (14 de julho de 1159 - 14 de abril 1165)
- Harold von Hochheim (14 de junho de 1165 - 3 de agosto de 1171)
- Reginardo von Abenberg (1º de setembro de 1171 - 15 de junho de 1184)
- Geoffrey von Helfenstein-Spitzenberg (12 de agosto de 1184 - 6 de março de 1190)
- Filipe da Suábia (1190 - 1191)
- Henry de Berg (1192 - junho de 1197)
- Godofredo de Hohenlohe (1197)
- Conrado de Querfurt (junho de 1198 - 4 de dezembro de 1202)
- Henrique de Katzburg (dezembro de 1202 - 20 de julho de 1207)
- Ottone Lobdeburg (agosto de 1207 - 5 de dezembro de 1223)
- Dietrich Homburg (14 de dezembro de 1223 - 20 de fevereiro de 1225)
- Herman de Lobdeburg (27 de fevereiro de 1225 - 3 de março de 1254)
- Iring de Reinstein-Homburg (12 de abril de 1254 - 22 de novembro de 1265)
- Poppo de Trimberg (25 de maio de 1268 - 19 de setembro 1270)
  - Berthold de Henneberg (1271 - 1274) (antibispo)
- Berthold Sternberg (23 de outubro de 1274 - 13 de novembro de 1287)
- Mangoldo Neuenburg (novembro de 1287 - 29 de julho de 1303)
- Andrea Gundelfingen (agosto de 1303 - 14 de dezembro de 1313)
- Geoffrey de Hohenlohe (20 de junho de 1317[1] - 4 de setembro de 1322)
  - Frederick de Stolberg (1313 - 1317) (antibispo)
- Tungsten de Grumbach (26 de agosto de 1323 - 6 de julho de 1333)
- Ottone Wolfskeel (2 de dezembro de 1333 - 23 de agosto de 1345)
  - Lichtenberg Herman Hummel (30 de julho de 1333 - 21 de março de 1335) (antibispo)
- Albert de Hohenberg (19 de outubro de 1345 - 7 de outubro de 1349)
- Alberto de Hohenlohe (8 de fevereiro de 1350 - 27 de junho de 1372)
- Gerard Schwarzburg (6 de outubro de 1372 - 9 de novembro de 1400)
- Giovanni de Egloffstein (9 de maio de 1402 - 22 de novembro de 1411)
- Giovanni de Brunn (18 de março de 1412 - 9 de janeiro de 1440)
- Sigismund da Saxônia (20 de janeiro de 1440 - 19 de novembro de 1443)
- Gottfried von Limpurg (16 de outubro de 1443 - 1º de abril 1455)
- Johann von Grumbach (16 de junho de 1455 - 11 de abril de 1466)
- Rudolf von Scherenberg (20 de junho de 1466 - 29 de abril de 1495)
- Lorenz von Bibra (10 de julho de 1495 - 6 de fevereiro de 1519)
- Konrad von Thüngen (13 de abril de 1519 - 16 de junho de 1540)
- Konrad von Bibra (27 de agosto de 1540 - 8 de agosto de 1544)
- Melchior Zobel von Guttenberg (27 de outubro de 1544 - 14 de abril de 1558)
- Friedrich von Wirsberg (4 de novembro de 1558 - 12 de novembro de 1573)
- Julius von Echter Mespelbrunn (4 de junho de 1574 - 13 de setembro de 1617)
- Johann Gottfried von Aschhausen (12 de fevereiro de  1618  - 29 de dezembro  1622 )
- Philipp Adolf von Ehrenberg (19 de Março  1624  - 16 de julho de  1631 )
- Franz von Hatzfeld  ( 3 de janeiro de  1632  - 30 de julho de  1642 )
- Johann Philipp von Schönborn  ( 18 de abril de  1644  - 23 de agosto  1649 )
  - Johann Philipp von Schönborn  ( 23 de agosto de  1649  - 12 de fevereiro de  1673 ) ( administrador apostólico )
- Johann von Hartmann Rosenbach  (10 de Setembro  1674  - 19 de abril  1675 )
- Peter Philipp von Dernbach  ( 24 de fevereiro de  1676  - 22 de abril de  1683 )
  - Wilhelm Konrad von Wernau  ( 31 de maio de  1683  - 5 de setembro  1684 )
- Johann Gottfried von Guttenberg  ( 12 agosto  1686  - 14 de dezembro de  1698 )
- Johann Philipp von Greiffenklau  (1 de junho de  1699  - 3 de agosto de  1719 )
- Johann Philipp Franz von Schönborn  ( 15 de dezembro de  1719  - 18 de agosto de  1724 )
- Franz Christoph von Hutten (20 de dezembro de 1724 - 25 de março de 1729)
- Friedrich Karl von Schönborn-Buchheim (3 de agosto de 1729 - 25 de julho de 1746)
- Anselm Franz von Ingelheim (28 de novembro de 1746 - 26 de julho de 1749)
- Karl Philipp von Greiffenklau (21 de julho de 1749 - 25 de novembro de 1754)
- Adam Friedrich von Seinsheim (17 de março de 1755 - 23 de maio de 1757)
  - Adam Friedrich von Seinsheim (23 de maio de 1757 - 18 de fevereiro de 1779) (administrador apostólico)
  - Franz Ludwig von Erthal (12 de julho de 1779 - 14 de fevereiro de 1795) (administrador apostólico)
- Georg Karl von Fechenbach (1º de junho de 1795 - 9 de abril de 1808)
  - Sede vacante (1808-1818)
- Adam Friedrich von Gross zu Trockau (2 de outubro de 1818 - 21 de março de 1840)
- Georg Anton von Stahl (13 de julho de 1840 - 13 de julho de 1870)
- Johann Valentin von Reissmann (6 de março de 1871 - 17 de novembro de 1875)
  - Sede vacante (1875-1879)
- Franz Joseph von Stein (28 de fevereiro de 1879 - 12 de fevereiro de 1898)
- Ferdinand von Schlör (24 de março de 1898 - 2 de junho de 1924)
- Matthias Ehrenfried (30 de setembro de 1924 - 29 de maio de 1948)
- Julius August Döpfner (11 de agosto de 1948 - 15 de janeiro de 1957)
- Josef Stangl (27 de junho de 1957 - 8 de janeiro de 1979)
- Paul- Werner Scheele (31 de agosto de 1979 - 14 de julho de 2003)
- Friedhelm Hofmann (25 de junho de 2004- 18 de setembro de 2017)
- Franz Jung (desde 16 de fevereiro de 2018)

## Estatísticas
A diocese, até o final de 2010, havia batizado 826.504 pessoas, em uma população de 1.334.000, correspondendo a 62,0% do total.